# Константин Морузі
Константин Морузі (рум. Constantin Moruzi, *1730 — †1783) — господар Молдовського князівства. Фанаріот з роду Морузі. Батько Александру Мурузі.

## Історія
У 1761 отримує посаду Великого Постельника (міністр закордонних справ) Молдови, незабаром після цього стає Другим Драгоманом флоту і, нарешті, Великим Драгоманом флоту Османської імперії.
Існує думка, що він політично був замішаний у відстороненні від влади і вбивстві свого попередника Ґриґоре Александре Ґіки.
Був правителем Молдовського князівства з жовтня 1777 по 8 червня 1782.
Більшу частину свого правління провів у Яссах.
У 1772 він був повалений і засланий на острів Тенедос, звідки повернувся в 1783 і незабаром помер.
Поліглот, говорив на п'яти мовах: грецькій, латині, арабській, турецькій та французькій.
Його дочка Султана — дружина боярина Скарлата Стурдзи, мати знаменитої графині Едлінг і письменника Александру Стурдзи.